# Fabricio Formiliano
Fabricio Formiliano Duarte (Salto, 14 de enero de 1993) es un futbolista uruguayo que juega como defensa y que actualmente se desempeña en Unión Española de la Liga de Primera de Chile.

## Trayectoria
Se inició en Danubio donde fue campeón uruguayo 2013-14,luego pasó a Newells en el 2016, desde ese club llega a Peñarol a mediados del 2017 donde gana el Campeonato Uruguayo 2017 anotando 2 goles.
En septiembre de 2023, Formiliano se convierte en refuerzo de San Lorenzo. Al año siguiente, acuerda la recisión del contrato que lo unía con el club sin haber jugado un solo minuto en su estadía por el club. En recientes declaraciones, afirmó que no era del gusto del entrenador pero que se quedó a pelear el puesto hasta que finalmente llegó a la recisión mencionada. Con ésta declaración, quedaron expuestos aquellos que instalaron un rumor de que, en su momento, el entrenador Rubén Insúa había preferido a éste jugador en lugar de Ignacio Maestro Puch, una de las joyas que en ese entonces jugaba para Atlético Tucumán.

## Selección nacional
Ha formado parte de las selecciones juveniles de Uruguay en las categorías sub-17, sub-20 y sub-22.
Debutó con la celeste el 24 de agosto de 2009, en un partido amistoso entre la sub-17 de Uruguay y México, perdieron 3 a 1. Fue el único partido oficial que jugó en la sub-17, lo disputó con 16 años y 222 días, con un año menos que la categoría.
Su siguiente aparición, fue con la sub-20, el 5 de mayo de 2011 debutó en la categoría, dando 2 años de ventaja, fue en la Suwon Cup que se realizó en Corea del Sur, el técnico Juan Verzeri lo utilizó contra Nueva Zelanda. Finalmente ganaron el cuadrangular, con 5 puntos luego de un triunfo y dos empates. El torneo amistoso fue como preparación para la Copa Mundial Sub-20 de 2011, pero Fabricio fue desafectado del plantel definitivo.
Finalmente, en 2012 comenzó la preparación para la próxima sub-20, y tuvo más minutos en diferentes amistosos. Fue seleccionado para disputar el Campeonato Sudamericano Sub-20 de 2013, fue uno de los titulares del técnico, Verzeri, disputó 6 partidos, anotó un gol, lograron el tercer lugar y la clasificación al Mundial.
Debido a una lesión no pudo estar presente en la Copa Mundial Sub-20 de 2013, Uruguay llegó a la final y perdió con Francia por penales.
El 21 de mayo de 2015 fue incluido en la lista preliminar de 30 jugadores para defender a la selección de Uruguay en los Juegos Panamericanos de Toronto.
El 17 de junio fue confirmado en la lista de 18 jugadores para defender la Celeste en los Panamericanos de Canadá. Fue el capitán de la selección en la competición, debutó en el primer partido de la fase de grupos, el 13 de julio ante Trinidad y Tobago, al minuto 6 anotó el primer gol de Uruguay y finalmente ganaron 4 a 0. Luego en el segundo encuentro, recibió una tarjeta amarilla y perdieron 1 a 0 con México, que anotó el tanto al minuto 91. En el último partido del grupo, se enfrentaron a Paraguay, necesitaban ganar para avanzar, Fabricio nuevamente fue amonestado, ganaron 1 a 0 y por acumular 2 tarjetas se perdió el partido siguiente.
Quedaron en segundo lugar del grupo, por lo que clasificaron a la semifinal, su rival fue Brasil, no participó para cumplir su sanción pero fue un gran partido, al minuto 10 expulsaron a su compañero Lemos, la Celeste aguantó el partido pero al minuto 73, los cariocas tuvieron un penal a favor, De Amores lo atajó pero dio rebote y Clayton convirtió el 1 a 0. Ante la adversidad Uruguay impuso su mística, Brian Lozano ejecutó un tiro de esquina, Mathías Suárez lo cabeceó y el balón llegó a Andrés Schetino, que desmarcado anotó el empate al minuto 86. Ni bien sacaron del medio, los brasileros fueron presionados y perdieron la pelota, le quedó a Lozano, escuchó a Michael Santos que se la pidió y le dio un pase en profundidad, Santos corrió por la derecha y definió con tres dedos rompiendo la resistencia del arquero, Uruguay lo dio vuelta y ganó 2 a 1.
En la final, se encontraron nuevamente con México y volvió a ser titular. Con un gol de Brian Lozano de tiro libre, lograron el triunfo y la medalla de oro, la única presea dorada que logró Uruguay en los Panamericanos. Formiliano fue incluido en el equipo ideal del torneo.

### Participaciones en juveniles
| Competición                            | Sede      | Resultado      | Partidos | Goles |
| -------------------------------------- | --------- | -------------- | -------- | ----- |
| Campeonato Sudamericano Sub-20 de 2013 | Argentina | Tercer puesto  | 6        | 1     |
| Juegos Panamericanos de 2015           | Canadá    | Medalla de Oro | 4        | 1     |

| Detalles de partidos con la Sub-22 | Detalles de partidos con la Sub-22 | Detalles de partidos con la Sub-22 | Detalles de partidos con la Sub-22 | Detalles de partidos con la Sub-22 | Detalles de partidos con la Sub-22  | Detalles de partidos con la Sub-22 | Detalles de partidos con la Sub-22 | Detalles de partidos con la Sub-22 | Detalles de partidos con la Sub-22 |
| N°                                 | Rival                              | Resultado                          | Fecha                              | Lugar                              | Competencia                         | Goles                              | Asistencias                        | Ref.                               |                                    |
| ---------------------------------- | ---------------------------------- | ---------------------------------- | ---------------------------------- | ---------------------------------- | ----------------------------------- | ---------------------------------- | ---------------------------------- | ---------------------------------- | ---------------------------------- |
| 1                                  | Trinidad y Tobago                  | 4:0 (3:0)                          | 13 de julio de 2015                | Hamilton · Canadá                  | Juegos Panamericanos Fase de grupos | 5'                                 | -                                  | 1                                  |                                    |
| 2                                  | México                             | 0:1 (0:0)                          | 17 de julio de 2015                | Hamilton · Canadá                  | Juegos Panamericanos Fase de grupos | -                                  | -                                  | 2                                  |                                    |
| 3                                  | Paraguay                           | 1:0 (0:0)                          | 21 de julio de 2015                | Hamilton · Canadá                  | Juegos Panamericanos Fase de grupos | -                                  | -                                  | 3                                  |                                    |
| 4                                  | México                             | 1:0 (1:0)                          | 26 de julio de 2015                | Hamilton · Canadá                  | Juegos Panamericanos Final          | -                                  | -                                  | 4                                  |                                    |

## Estadísticas

### Clubes
Actualizado al último partido disputado el 21 de junio de 2025.
Último partido citado: Universidad de Chile 3-1 Deportes Iquique.
| Danubio · Uruguay                    | 1.ª           | 2011-12       | 15  | 0  | -  | - | -  | - | 15  | 0  |
| Danubio · Uruguay                    | 1.ª           | 2012-13       | 16  | 1  | -  | - | 2  | 0 | 18  | 1  |
| Danubio · Uruguay                    | 1.ª           | 2013-14       | 15  | 2  | -  | - | -  | - | 15  | 2  |
| Danubio · Uruguay                    | 1.ª           | 2014-15       | 27  | 2  | -  | - | 7  | 0 | 34  | 2  |
| Danubio · Uruguay                    | 1.ª           | 2015-16       | 13  | 0  | -  | - | 2  | 0 | 15  | 0  |
| Danubio · Uruguay                    | Total club    | Total club    | 86  | 5  | 0  | 0 | 11 | 0 | 97  | 5  |
| Newell's Old Boys Argentina          | 1.ª           | 2016          | 7   | 0  | -  | - | -  | - | 7   | 0  |
| Newell's Old Boys Argentina          | 1.ª           | 2016-17       | 10  | 0  | -  | - | -  | - | 10  | 0  |
| Newell's Old Boys Argentina          | Total club    | Total club    | 17  | 0  | 0  | 0 | 0  | 0 | 17  | 0  |
| Peñarol · Uruguay                    | 1.ª           | 2017          | 15  | 2  | -  | - | -  | - | 15  | 2  |
| Peñarol · Uruguay                    | 1.ª           | 2018          | 32  | 6  | 1  | 0 | 7  | 0 | 40  | 6  |
| Peñarol · Uruguay                    | 1.ª           | 2019          | 33  | 4  | 1  | 0 | 10 | 0 | 44  | 4  |
| Peñarol · Uruguay                    | 1.ª           | 2020          | 28  | 2  | 0  | 0 | 6  | 2 | 34  | 4  |
| Peñarol · Uruguay                    | 1.ª           | 2021          | 5   | 0  | 0  | 0 | 9  | 1 | 14  | 1  |
| Peñarol · Uruguay                    | Total club    | Total club    | 113 | 14 | 2  | 0 | 32 | 3 | 147 | 17 |
| Club Necaxa · México                 | 1.ª           | 2021-22       | 29  | 0  | 0  | 0 | 0  | 0 | 29  | 0  |
| Club Necaxa · México                 | 1.ª           | 2022-23       | 15  | 1  | 0  | 0 | 0  | 0 | 15  | 1  |
| Club Necaxa · México                 | 1.ª           | 2023-24       | 3   | 0  | 0  | 0 | 2  | 0 | 5   | 0  |
| Club Necaxa · México                 | Total club    | Total club    | 47  | 1  | 0  | 0 | 2  | 0 | 49  | 1  |
| San Lorenzo Argentina                | 1.ª           | 2023          | 0   | 0  | 0  | 0 | 0  | 0 | 0   | 0  |
| San Lorenzo Argentina                | Total club    | Total club    | 0   | 0  | 0  | 0 | 0  | 0 | 0   | 0  |
| Montevideo Wanderers F. C. · Uruguay | 1.ª           | 2024          | 19  | 2  | —  | — | 0  | 0 | 19  | 2  |
| Montevideo Wanderers F. C. · Uruguay | Total club    | Total club    | 19  | 2  | 0  | 0 | 0  | 0 | 19  | 2  |
| Universidad de Chile · Chile         | 1.ª           | 2024          | 8   | 0  | 4  | 0 | —  | — | 12  | 0  |
| Universidad de Chile · Chile         | 1.ª           | 2025          | 2   | 0  | 5  | 1 | —  | — | 7   | 1  |
| Universidad de Chile · Chile         | Total club    | Total club    | 10  | 0  | 9  | 1 | 0  | 0 | 19  | 1  |
| Total carrera                        | Total carrera | Total carrera | 292 | 22 | 11 | 1 | 45 | 3 | 348 | 26 |
| 1. 2.                                |               |               |     |    |    |   |    |   |     |    |

### Selecciones
Actualizado al 21 de julio de 2015.
Último partido citado: Uruguay 1 - México 0
| Sub-17 · Uruguay | 2009-10       | -  | - | - | - | 1  | 0 | 1  | 0 |
| Sub-17 · Uruguay | Total sel.    | -  | - | - | - | 1  | 0 | 1  | 0 |
| Sub-20 · Uruguay | 2010-11       | -  | - | - | - | ?  | ? | ?  | ? |
| Sub-20 · Uruguay | 2012-13       | 6  | 1 | - | - | ?  | ? | ?  | ? |
| Sub-20 · Uruguay | Total sel.    | 6  | 1 | - | - | 12 | 1 | 18 | 2 |
| Sub-22 · Uruguay | 2014-15       | 4  | 1 | - | - | 0  | 0 | 4  | 1 |
| Sub-22 · Uruguay | Total sel.    | 4  | 1 | - | - | 0  | 0 | 4  | 1 |
| Total carrera    | Total carrera | 10 | 2 | - | - | 13 | 1 | 23 | 3 |
| 1.               |               |    |   |   |   |    |   |    |   |

## Palmarés

### Títulos nacionales
| Título              | Club                 | País    | Año  |
| ------------------- | -------------------- | ------- | ---- |
| Torneo Apertura     | Danubio              | Uruguay | 2013 |
| Campeonato Uruguayo | Danubio              | Uruguay | 2014 |
| Torneo Clausura     | Peñarol              | Uruguay | 2017 |
| Campeonato Uruguayo | Peñarol              | Uruguay | 2017 |
| Supercopa Uruguaya  | Peñarol              | Uruguay | 2018 |
| Torneo Clausura     | Peñarol              | Uruguay | 2018 |
| Campeonato Uruguayo | Peñarol              | Uruguay | 2018 |
| Torneo Apertura     | Peñarol              | Uruguay | 2019 |
| Campeonato Uruguayo | Peñarol              | Uruguay | 2021 |
| Copa Chile          | Universidad de Chile | Chile   | 2024 |

### Títulos internacionales
| Título               | Club (*)       | Sede   | Año  |
| -------------------- | -------------- | ------ | ---- |
| Juegos Panamericanos | Uruguay sub-22 | Canadá | 2015 |

### Distinciones individuales
| Distinción                                                  | Año  |
| ----------------------------------------------------------- | ---- |
| XI ideal de los Juegos Panamericanos                        | 2015 |
| Parte del equipo ideal del Campeonato Uruguayo (Premio AUF) | 2018 |
| Once ideal del Campeonato Uruguayo para Referí              | 2018 |
| Parte del equipo ideal del Campeonato Uruguayo (Premio AUF) | 2019 |